# Mischa Bernard
Mischa Graziano Bernard (Zurigo, 13 febbraio 1996) è un giocatore di football americano svizzero che gioca nel ruolo di offensive lineman per gli Helvetic Mercenaries.

## Palmarès
- 1 Lega B (2018)